# Batrachoides goldmani
Batrachoides goldmani is een straalvinnige vissensoort uit de familie van de kikvorsvissen (Batrachoididae). De wetenschappelijke naam van de soort is voor het eerst geldig gepubliceerd in 1902 door Evermann & Goldsborough.